# الدو امیننت
الدو امیننت (فرانسوی: Aldo Eminente‎؛ زادهٔ ۱۹ اوت ۱۹۳۱) شناگر اهل فرانسه است.